# (22082) Rountree
(22082) Rountree (2000 AD165) – planetoida z pasa głównego asteroid okrążająca Słońce w ciągu 4,34 lat w średniej odległości 2,66 j.a. Odkryta 8 stycznia 2000 roku.